# Río Ceballos
Río Ceballos ist eine Stadt in Zentralargentinien, gelegen im Nordwesten des Ballungsraums der Stadt Córdoba in der gleichnamigen Provinz. Sie hat 22.432 Einwohner (2010, INDEC).
Río Ceballos war wegen seiner idyllischen Lage in einem grünen, bewaldeten Tal Mitte des 20. Jahrhunderts eines der ersten Touristenzentren der Provinz Córdoba, verlor jedoch danach an Bedeutung gegenüber den Orten im Valle de Punilla. Seit den 1980er-Jahren wandelt sich Río Ceballos immer mehr zu einem Wohnvorort der Stadt Córdoba, die 21 Kilometer entfernt liegt und über eine vierspurige Schnellstraße mit der Stadt verbunden ist. Das Bevölkerungswachstum ist heute sehr hoch, ständig werden neue Wohngebiete erschlossen, so dass von der früheren Kleinstadtatmosphäre nur noch wenig übriggeblieben ist. Anders als etwa in La Calera kommen die Neubürger von Río Ceballos vor allem aus den oberen Gesellschaftsschichten.

## Tourismus
Die größte touristische Attraktion ist der Stausee La Quebrada, der sich vier Kilometer westlich des Stadtzentrums auf einer Höhe von 900 Metern befindet. Weiterhin gibt es mehrere Wasserfälle und Schluchten in der Umgebung. In der Stadt gibt es mehrere Hotels und Campingplätze, sowie Restaurants, Diskotheken und ein Casino.